# Kumari

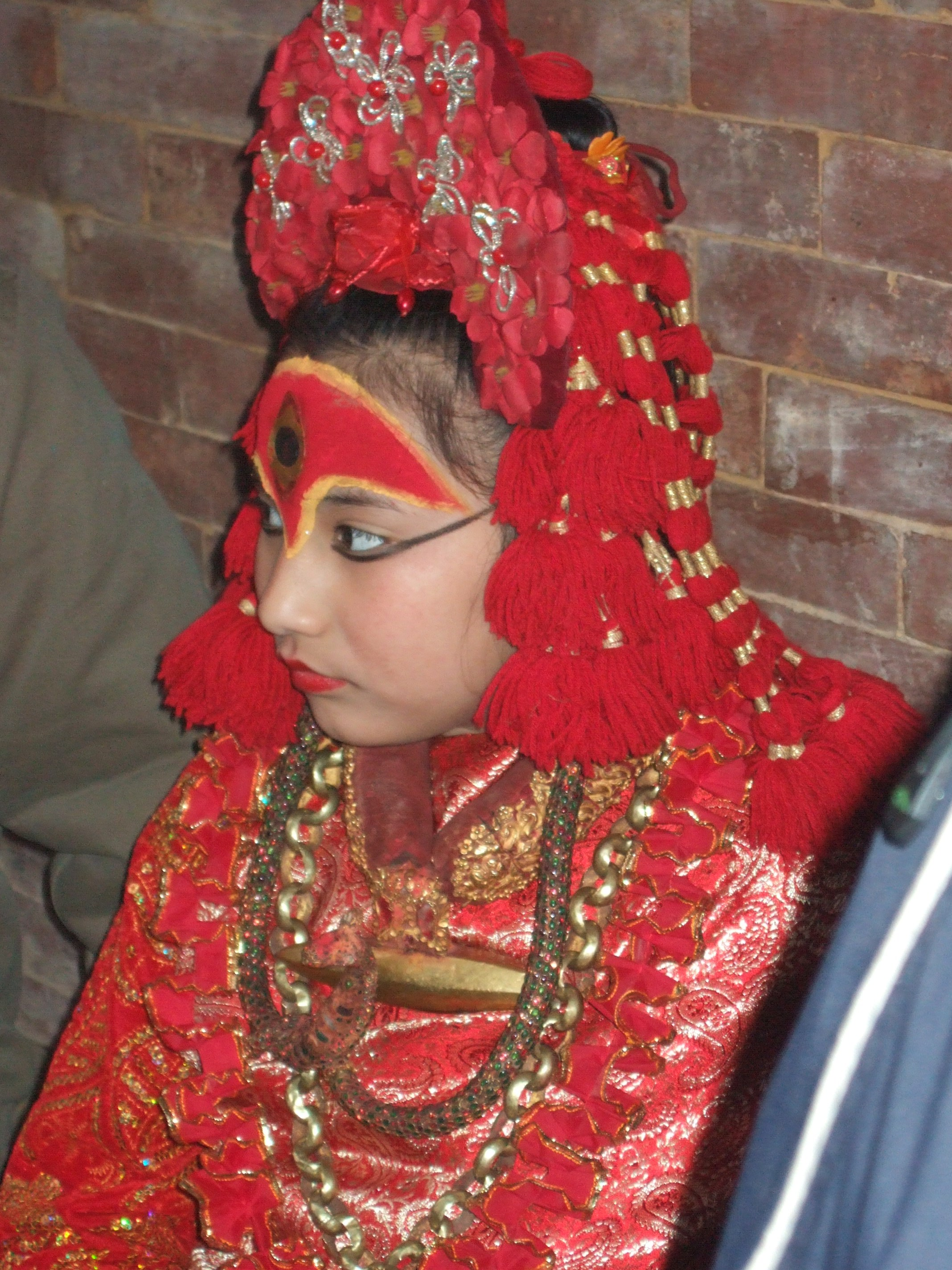
Kumari Devi, Kathmandu, März 2007

Die Kumari (Sanskrit, f., कुमारी, kumārī, wörtlich: „Mädchen“) gilt in Nepal seit dem 16. Jahrhundert als eine Inkarnation der furchterregenden hinduistischen Göttin Taleju, die in Nepal eine Form der Durga darstellt. Die Anfänge dieser Tradition reichen bis ins 14. Jahrhundert zurück. Kumaris gibt es neben Kathmandu u. a. auch in Lalitpur, Bhaktapur, Bungamati, Kwa Bahal und Tokha. Die Kumari ist als Kindgöttin bekannt, da es sich um vorpubertäre Mädchen ab dem 2. bis 4. Lebensjahr handelt, denn mit der Menarche erlischt der Göttinnenstatus.

## Kumari von Kathmandu
Die bekannteste Kumari lebt in einem Tempel-Palast am Durbar-Platz in Kathmandu, der Hauptstadt des Landes. Im Kleinkindalter zwischen zwei und vier Jahren wird sie anhand von 32 körperlichen Merkmalen und ihrem Geburtshoroskop aus einer angesehenen Familie der buddhistischen Newar-Ethnie ausgewählt und als „lebende Göttin“ verehrt. Bei öffentlichen Auftritten sitzt sie in ein rotes Gewand gekleidet ohne sichtbare Regungen relativ stumm und bewegungslos auf ihrem Thron und empfängt Pilger, um sie zu segnen. Ihre Füße, die verehrt werden, dürfen dann den Boden nicht betreten oder berühren, da dieser als unrein gilt. Sie unterliegt einem partiellen Redeverbot, da sie nur mit ihrer Familie kommunizieren darf, und ist weitgehend an das Haus gebunden; zu Besuchen religiöser Feste wird sie in einer goldenen Sänfte von mehreren männlichen Trägern transportiert.
Einmal im Jahr, im Rahmen eines großen religiösen Festes, Dasain, suchte der König Nepals sie auf und küsste ihr die Füße. Er ließ sich durch die Kumari segnen, indem er sich von ihr ein Tilaka, ein Segenszeichen, auf die Stirn tupfen ließ. Wie sich das göttliche Kind dabei dem König gegenüber verhielt, wurde von vielen Nepalis als Omen für die Geschicke des Landes und der Monarchie interpretiert. Seit Abschaffung der Monarchie 2008 besucht sie auch der maoistische Premierminister.
Früher erhielten die Kumaris keinerlei Schulbildung, da eine Göttin als allwissend gilt. Der Vater der Kumari Amita Shakya (1991–2001) konnte durchsetzen, dass seine Tochter Unterricht von einer Hauslehrerin erhielt mit einem anerkannten Abschluss der Primarstufe. Da der Mädchengöttin nicht widersprochen werden darf, gestaltet sich der Unterricht schwierig. Ehemalige Kumaris erhalten, nachdem sie ihren göttlichen Status verloren haben, inzwischen eine Pension vom Staat (monatlich ca. 30,– €) und werden weiterhin betreut, um ihnen den Einstieg in ein selbstbestimmtes Leben zu erleichtern.
Mehrmals im Jahr verlässt die Kumari den Palast und nimmt an religiösen Festen teil. Das größte dieser Feste ist Indra Jatra. Dabei wird die Kumari in einem Tempelwagen (Ratha) durch die Straßen von Kathmandu gefahren und von den Gläubigen verehrt. Zu diesem einwöchigen Jahresfest gehören auch Aufführungen von Tanzdramen. Beim Mahakali pyakhan genannten Tanzdrama kämpfen Mahakali, Mahalakshmi und Kumari, drei Inkarnationen Durgas, gegen eine Reihe von Dämonen.

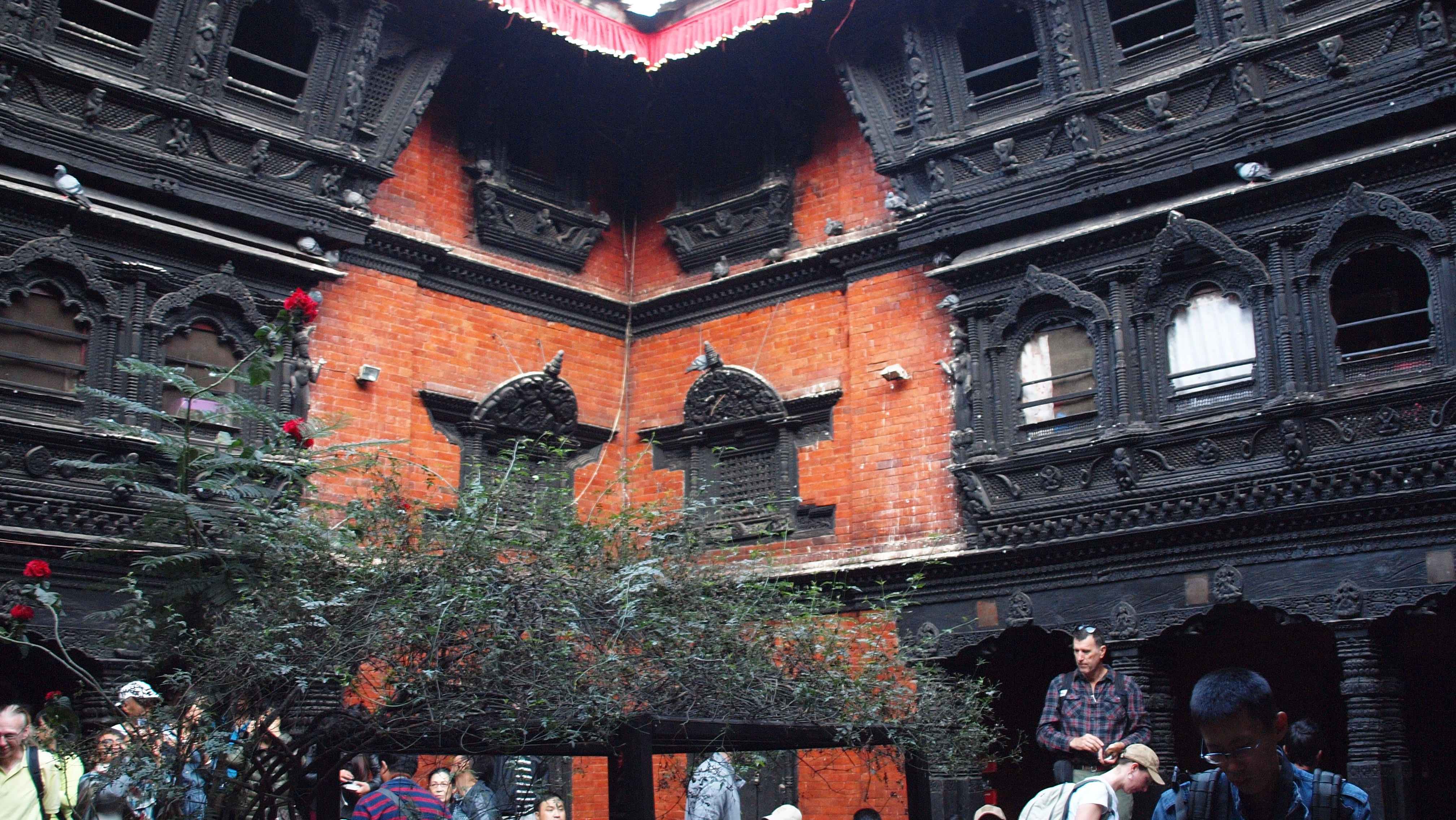
Durbar-Platz, Tempel-Palast der Kumari, Innenhof

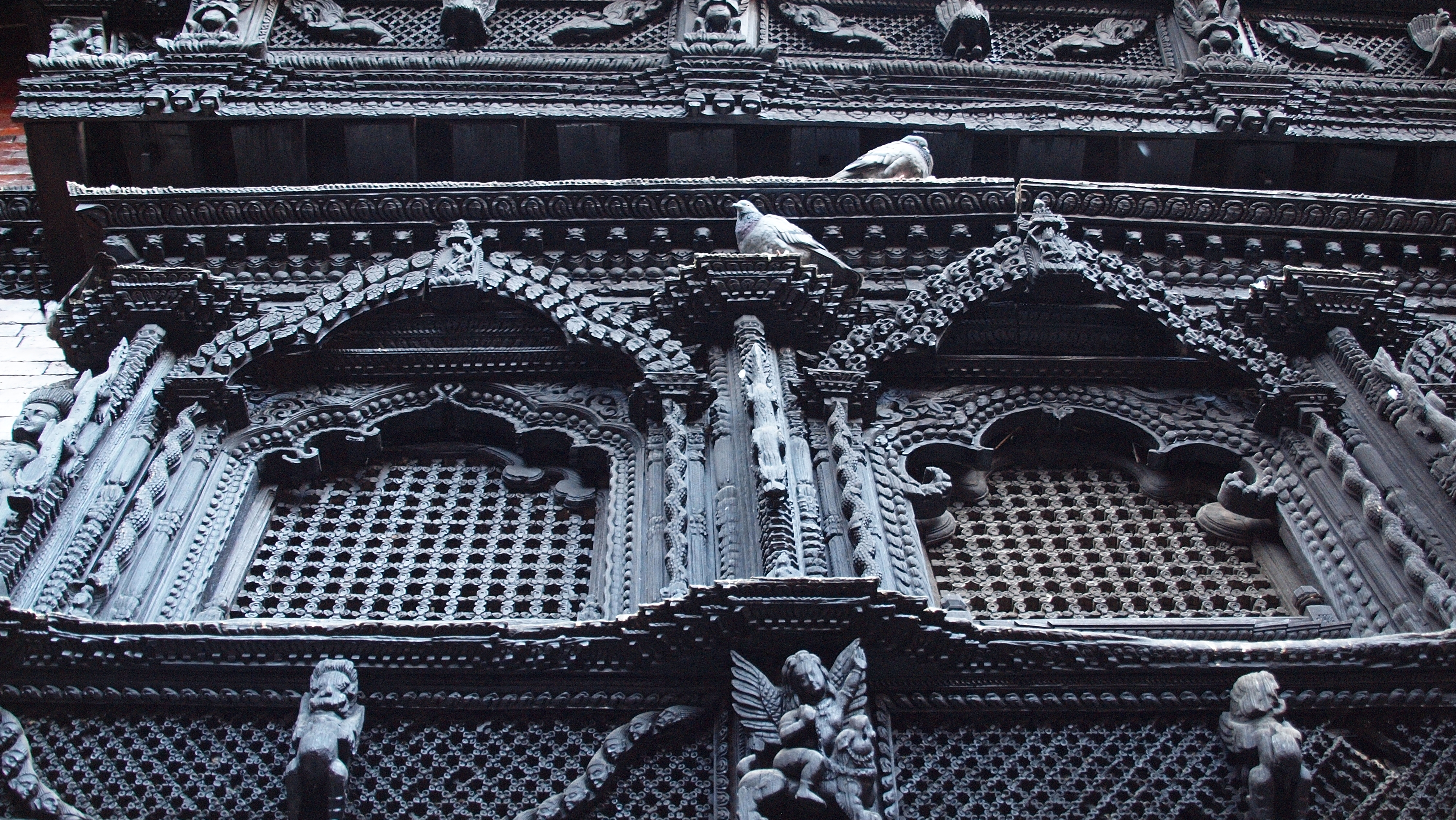
Tempel-Palast der Kumari in Kathmandu, Detailansicht

## Weitere Kumaris im Kathmandutal

### Kumari von Bhaktapur

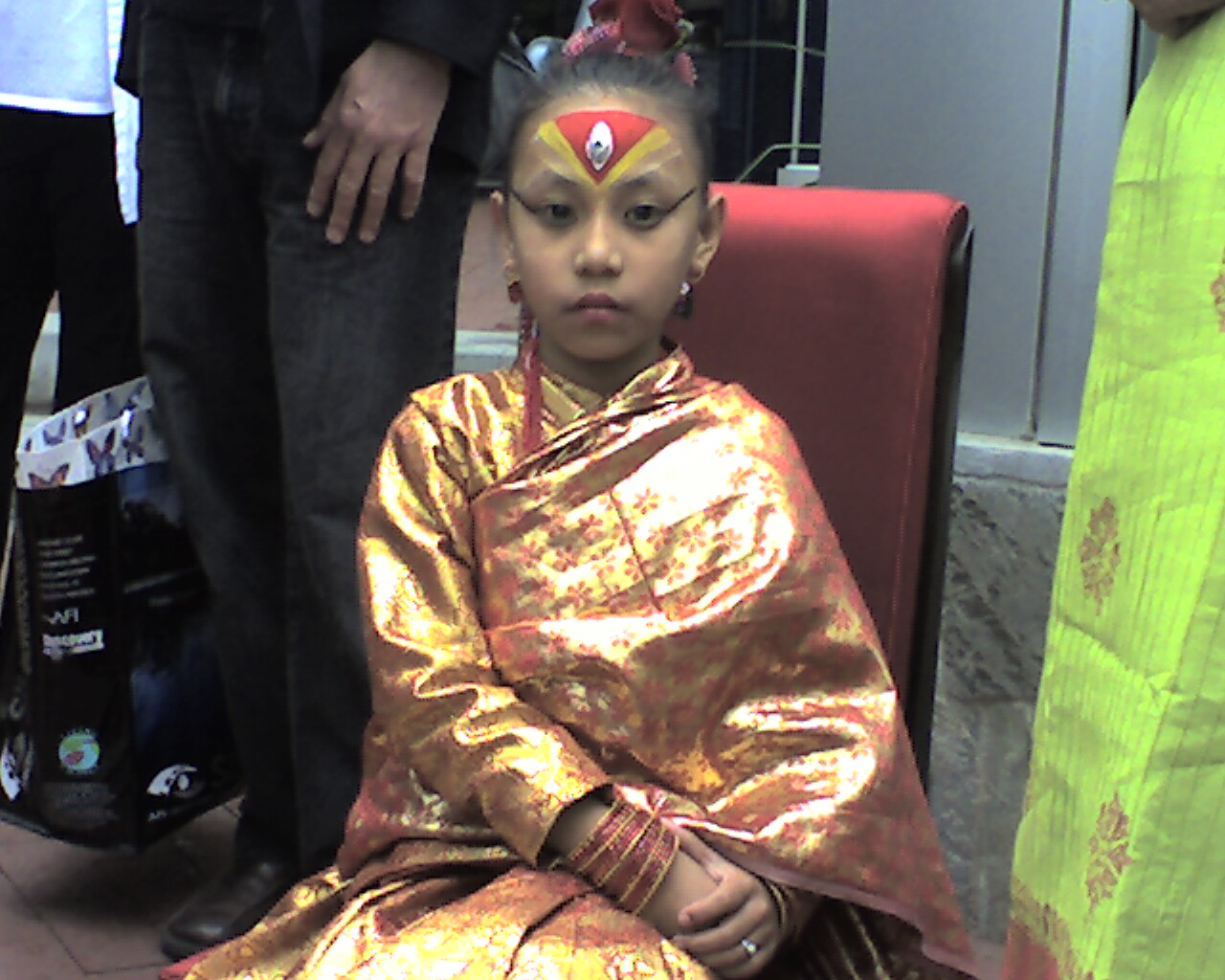
Sajani Shakya, Kumari von Bhaktapur

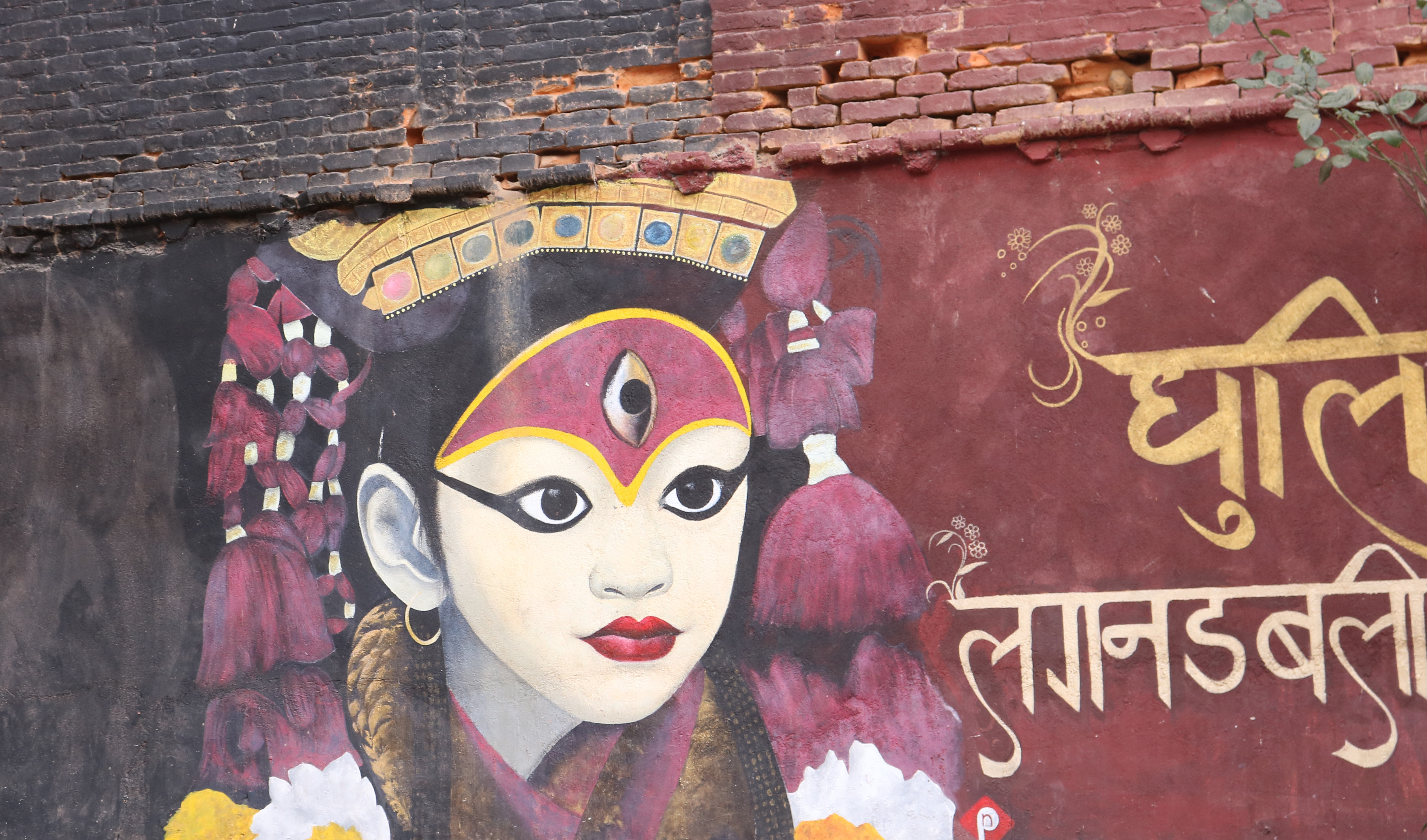
Kumari, Fassadenmalerei in Dhulikhel

Die Kumari von Bhaktapur genießt mehr Freiheiten als ihre Kollegin in Kathmandu. Sie kann das Haus verlassen, Freunde treffen und darf auch eine reguläre Schule besuchen.
Die ehemalige Kumari von Bhaktapur, Sajani Shakya, wurde weit über die Grenzen Nepals hinaus bekannt, als sie im Juni 2007 mit ihren Eltern eine Reise in die USA unternahm, um bei der Premiere des Dokumentarfilms Living Goddess beim Filmfestival Silverdocs dabei zu sein. Da sie damit gegen die Tradition verstoßen hat, welche es einer amtierenden Kumari verbietet, das Land zu verlassen, wurde sie ihres Amtes enthoben. Auf öffentlichen Druck wurde sie aber wieder eingesetzt, nachdem sie sich nach ihrer Rückkehr einem Reinigungsritual unterzogen hatte.

### Kumari von Lalitpur
Die Kumari von Lalitpur darf wie auch ihre Kollegin in Kathmandu das Haus nur zu den großen Festen verlassen und wird von einem Privatlehrer unterrichtet. Sie lebt im Haus ihrer Eltern.
In Lalitpur gibt es eine Besonderheit: eine Kumari, die ihren göttlichen Status über ihre Kindheit hinaus behalten hat. Dharma (Dhana) Kumari Bajracharya, die 1953 im Alter von 2 Jahren zur Kumari ernannt wurde, blieb bis 1985 im Amt.

### Kumari von Bungamati
„Sie ist weder von ihrer Familie getrennt noch zum Schweigen und zur Reglosigkeit gezwungen. Sie ist nicht Taleju, und das ist ihr Glück. In ihrem Dorf hat sie vielmehr den Status eines „Mädchens mit übernatürlichen Kräften, halb Hexe, halb Dämon“ … sie kann gehen, wohin sie will und besucht sogar die Schule … wenn sie Lust hat … Offensichtlich ist das nicht allzu oft der Fall“.